# Marquesado de Ceva
El Marquesado de Ceva fue un pequeño estado independiente en Italia noroccidental, situado al pie de los Apeninos, en lo que ahora es parte del Piamonte.

## Fundación
El marquesado fue creado en 1125 a la muerte de Bonifacio del Vasto, de la familia Aleramici, siendo su hijo Anselmo el primer marqués del nuevo estado. Posteriormente adquirió una parte de la provincia de Clavesana de su hermano Hugo, pero a la muerte de Anselmo el marquesado de Ceva (asignado a su hijo Guglielmo) fue de nuevo dividido y separado de Clavesana, que fue a manos del otro hijo, Bonifacio.
El marquesado fue dividido en varios pequeños estados entre los Guglielmo, y su fortuna empezó a declinar. El marqués Giorgio Nano tuvo así que someterse a la cada vez más poderosa comuna de Asti, que previamente había ayudado al marqués Guglielmo II en la expansión de sus territorios a lo largo del siglo XII. También debilitado por luchas internas, el marquesado se sometió a Amadeo V de Saboya el 22 de febrero de 1313. Durante las guerras entre los marquesados de Saluzzo, Monteferrato y los Angevinos, Ceva juró lealtad a Juan II de Montferrato. En 1352 fue conquistado por los Visconti de Milán, quienes a su vez fueron expulsados por el marqués en 1356. 
El fragmentado marquesado fue finalmente adquirido por Saboya de Milán en 1427.